# Vinisijus Žunior
Vinisijus Žoze Paišao de Oliveira Mlađi (port. Vinícius José Paixão de Oliveira Júnior; 12. jul 2000), poznatiji kao Vinisijus Žunior, brazilski je profesionalni fudbaler koji igra na poziciji napadača za španski klub Real Madrid i reprezentaciju Brazila.
Rođen je u Sao Gonsalu, gradu u gradskom području Rio de Žaneira, a profesionalnu karijeru počeo je u Flamengu, gde je debitovao u maju 2017. sa 16 godina. Godinu dana kasnije, na leto 2018. prešao je u Real Madrid, u transferu vrednom 45 miliona evra i time oborio rekord postavši najskuplji igrač do 18 godina.

## Karijera

### Flamengo
Vinisijus je debitovao za Flamengo 13. maja 2017. kada je u igru ušao sa klupe u 82. minutu protiv Atletiko Mineira, a meč je završen 1:1. Dva dana kasnije produžio je ugovor sa klubom do 2022. godine, sa značajnim povećanjem plate i klauzule otkupa, sa 30 miliona evra na 45 miliona evra. Ova obnova ugovora je početni deo transfera Vinisijusa u Real Madrid, postignut je sporazum između dva kluba te nedelje u Gavei sa obavezom da mladog igrača Flamengo proda u julu 2018. godine.
Na dan 10. avgusta 2017. Vinisijus je postigao prvi profesionalni gol u svojoj karijeri u utakmici 2. kola Kopa Sudamerikane protiv Palestina u pobedi Flamenga 5:0. Postigao je jedan gol, 30 sekundi nakon što je ušao u igru u 72. minutu. Svoj prvi gol u brazilskij Seriji A postigao je 19. avgusta 2017. u pobedi Flamenga 2-0 protiv Atletiko Goianiensea.

### Real Madrid
Španski klub Real Madrid potpisao je 23. maja 2017. ugovor o kupovini Vinisijusa, koji je stupio na snagu nakon njegovog 18. rođendana 12. jula 2018. godine (s obzirom da je 18 godina minimalna starost za međunarodni transfer). Prešao je za naknadu od 46 miliona evra, koja je druga najskuplja prodaja igrača u istoriji brazilskog fudbala odmah iza Nejmara. Prvobitno je trebalo da se vrati u Brazil na pozajmicu u julu 2018. godine ali do toga nije došlo.

## Reprezentativna karijera
30. oktobra 2015. Vinisijus Žunior dobio je poziv od trenera Guilherme Dalla Dea za Južnoameričko prvenstvo do 15 godina. Brazil je tada sa Vinisijusom osvojio titulu, a on je bio drugi najbolji strelac turnira sa 6 golova.
24. juna 2016., Vinisijus je pozvan na prijateljsku utakmicu do 17 godina protiv Čilea i postigao dva gola i dao dve asistencije u pobedi 4: 2.
U martu 2017. Vinisijus na prvenstvu Južne Amerike od 17 godina je postigao gol u pobedi Brazila 3: 0 nad Peruom. U završnoj fazi, postigao je dva gola u pobedi 3: 0 nad Ekvadorom i dva gola u pobedi 3: 0 nad Kolumbijom, i tako osigurao Brazilu mesto na Svetskom prvenstvu za igrače do 17 godina u Indiji, gde je Brazil, bez Vinisijusa, na kraju bio treći. Vinisijusu nije bilo dozvoljeno da ode u Indiju zbog odluke između Flamenga i Real Madrida.
Nakon što je vodeći Brazil pobedio u Južnoameričkom prvenstvu do 17 godina, Vinisijus Žunior je proglašen za najboljeg igrača turnira i bio je najbolji strelac sa 7 golova.
28. februara 2019, Vinisijus je prvi put pozvan u brazilsku reprezentaciju za prijateljske utakmice protiv Paname i Češke. Međutim, pretrpeo je povredu dok je igrao za Real Madrid, a David Neres je pozvan na njegovo mesto u martu.

## Stil igre
Ubrzo nakon dolaska u Real Madrid u julu 2018. godine, novinar ESPN-a Dermot Corrigan opisao je Viniciusa kao „zippi levo krilo ili drugog napadača”. Svestran igrač, iako je obično raspoređen na levom krilu, sposoban je da igra bilo gde duž linije fronta, a može da igra na desnoj strani ili u sredini. Poseduje eksplozivno ubrzanje i odličan tempo, agilnost, ravnotežu, tehniku, talenat, veštine driblinga i blisku kontrolu na brzini, kao i značajnu fizičku snagu. Smatra da je perspektivan mladi igrač, dinamičan, inteligentan, vredan i okretan, sa niskim centrom gravitacije, poseduje impresivnu prolaznost i svesnost. Štaviše, on je poznat po svom oku za finalni bal, i sposobnost da pruži asistencije saigračima, iako je takođe sposoban da sam postiže golove, međutim njegovi ciljevi su citirani od strane stručnjaka kao područja kojima je potrebno poboljšanje. Vinicius se u junu 2017. pojavio na 39. mestu na listi najboljih igrača ispod 21 godine na svetu. On je bio jedini igrač koji je igrao u Južnoj Americi u vreme kada se pojavio na listi. U novembru 2018. bivši argentinski međunarodni frontmen Hoze Luis Kalderon pripisao je Viniciusu opšti entuzijazam, njegovu sposobnost da se stvari dogode, radost i dobre vibracije koje prenosi, njegovu brzinu, činjenicu da je drugačiji i činjenicu da je hrabar.

## Statistika

### Klub
| Klub                 | Sezona  | Liga               | Liga    | Liga   | Kup     | Kup    | Kontinentalno | Kontinentalno | Ostalo  | Ostalo | Ukupno  | Ukupno |
| Klub                 | Sezona  | Divizija           | Nastupi | Golovi | Nastupi | Golovi | Nastupi       | Golovi        | Nastupi | Golovi | Nastupi | Golovi |
| -------------------- | ------- | ------------------ | ------- | ------ | ------- | ------ | ------------- | ------------- | ------- | ------ | ------- | ------ |
| Flamengo             | 2017    | Серија А           | 25      | 3      | 4       | 0      | 7             | 1             | 1       | 0      | 37      | 4      |
| Flamengo             | 2018    | Серија А           | 12      | 4      | 2       | 0      | 5             | 2             | 13      | 4      | 32      | 10     |
| Flamengo             | Ukupno  | Ukupno             | 37      | 7      | 6       | 0      | 12            | 3             | 14      | 4      | 69      | 14     |
| Real Madrid Kastilja | 2018/19 | Druga liga Španije | 5       | 4      | —       | —      | —             | —             | —       | —      | 5       | 4      |
| Real Madrid          | 2018/19 | La Liga            | 15      | 2      | 8       | 2      | 4             | 0             | 1       | 0      | 28      | 4      |
| Ukupno               | Ukupno  | Ukupno             | 57      | 13     | 14      | 2      | 16            | 3             | 15      | 4      | 102     | 22     |

1. ^ Utakmice u Kopa Sudamerikana.
2. ^ Utakmice u Primeira Liga u Brazilu.
3. ^ Utakmice u Kopa Libertadores.
4. ^ Utakmice u Kampeonato Karioca.

Uključujući utakmice UEFA Super kup-a i FIFA svetskog klupskog prvenstva.

## Nagrade

### Klub

#### Flamengo
- Taka Guanabara: 2018

##### Real Madrid
- Prvenstvo Španije: 2019/20, 2021/22, 2023/24.
- Kup Španije: 2022/23.
- Superkup Španije: 2019/20, 2021/22, 2023/24.
- UEFA Liga šampiona: 2021/22, 2023/24.
- UEFA superkup: 2022, 2024.
- Svetsko klupsko prvenstvo: 2018, 2022.

### Internacionalne

#### Brazil mladi
- Južno Američko prvenstvo ispod 17 godina: 2017

- Južno Američko prvenstvo ispod 15 godina: 2015

### Individualne nagrade
- Juniorski kup Sao Paulo najbolje levo krilo: 2017
- Južno Američko prvenstvo ispod 17 godina najbolji igrač: 2017
- Južno Američko prvenstvo ispod 17 godina najbolji strelac: 2017 (7 golova)

## Spoljašnje veze
- Vinisijus Junior na Transfermarketu. (na jeziku: engleski)
- Vinisijus Junior na SoccerWay. (na jeziku: engleski)